# Hardinxveld
Hardinxveld is een vroegere gemeente in de Alblasserwaard, in de Nederlandse provincie Zuid-Holland, die in 1957 is opgegaan in Hardinxveld-Giessendam. De naam wordt ook wel gebruikt als verkorting van Hardinxveld-Giessendam, als verkorting van Neder-Hardinxveld of als verzamelnaam voor Neder-Hardinxveld en Boven-Hardinxveld. De plaats werd in de 17de eeuw ook Hartogsveld genoemd.
Het dorp Hardinxveld (in oude teksten Hertingfelde) is vermoedelijk in de elfde eeuw ontstaan op de plaats waar nu Boven-Hardinxveld ligt. 
In de loop der eeuwen breidde de lintbebouwing van Hardinxveld zich vooral westwaarts een aantal kilometers uit, tot de grens met Giessendam; de bebouwing werd geleid door de dijk langs de Merwede en de Beneden-Merwede (nu geheten: Rivierdijk, Peulenstraat-Zuid, Peulenstraat).

## Geboren
- Albert Sybrandus Keverling Buisman (1890-1944), grondmechanicus en hoogleraar
- Klaas Jan Mulder (1930-2008), organist, pianist en dirigent
- Erik de Bruin (1963), discuswerper en kogelstoter
- Kim Putters (1973), bestuurskundige en politicus
- Arjan Versluis (1978), organist
- Jai Wowor (1997), zanger B-Brave